# Iharos
Iharos é um município da Hungria, situado no condado de Somogy. Tem 22,68 km² de área e sua população em 2019 foi estimada em 512 habitantes.